# Leichtathletik-Weltmeisterschaften 2011/Teilnehmer (Lettland)
| Gelbes Symbol für Goldmedaillen mit stilisierten Olympischen Ringen | Graues Symbol für Silbermedaillen mit stilisierten Olympischen Ringen | Braundes Symbol für Bronzemedaillen mit stilisierten Olympischen Ringen |
| ------------------------------------------------------------------- | --------------------------------------------------------------------- | ----------------------------------------------------------------------- |
| —                                                                   | —                                                                     | 1                                                                       |

Der lettische Leichtathletik-Verband stellte bei den Leichtathletik-Weltmeisterschaften 2011 im koreanischen Daegu 13 Teilnehmer.

## Ergebnisse

### Männer

#### Laufdisziplinen
| Athlet             | Disziplin   | Vorlauf     | Vorlauf | Halbfinale    | Halbfinale    | Finale        | Finale        |
| Athlet             | Disziplin   | Zeit        | Platz   | Zeit          | Platz         | Zeit          | Platz         |
| ------------------ | ----------- | ----------- | ------- | ------------- | ------------- | ------------- | ------------- |
| Ronalds Arājs      | 100 m       | 10,52 s     | 31      | ausgeschieden | ausgeschieden | ausgeschieden | ausgeschieden |
| Dmitrijs Jurkevičs | 1500 m      | 3:42,69 min | 30      | ausgeschieden | ausgeschieden | ausgeschieden | ausgeschieden |
| Igors Kazakevičs   | 50 km Gehen |             |         |               |               | DNF           | DNF           |

#### Sprung/Wurf
| Athlet             | Disziplin  | Qualifikation | Qualifikation | Finale        | Finale        |
| Athlet             | Disziplin  | Weite/Höhe    | Platz         | Weite/Höhe    | Platz         |
| ------------------ | ---------- | ------------- | ------------- | ------------- | ------------- |
| Igors Sokolovs     | Hammerwurf | 72,95 m       | 20            | ausgeschieden | ausgeschieden |
| Ēriks Rags         | Speerwurf  | 77,34 m       | 20            | ausgeschieden | ausgeschieden |
| Zigismunds Sirmais | Speerwurf  | 73,16 m       | 32            | ausgeschieden | ausgeschieden |
| Vadims Vasiļevskis | Speerwurf  | 75,23 m       | 25            | ausgeschieden | ausgeschieden |

### Frauen

#### Laufdisziplinen
| Athletin       | Disziplin   | Vorlauf | Vorlauf | Halbfinale | Halbfinale | Finale    | Finale |
| Athletin       | Disziplin   | Zeit    | Platz   | Zeit       | Platz      | Zeit      | Platz  |
| -------------- | ----------- | ------- | ------- | ---------- | ---------- | --------- | ------ |
| Agnese Pastare | 20 km Gehen |         |         |            |            | 1:37:48 h | 27     |

#### Sprung/Wurf
| Athletin             | Disziplin  | Qualifikation | Qualifikation | Finale        | Finale        |
| Athletin             | Disziplin  | Weite/Höhe    | Platz         | Weite/Höhe    | Platz         |
| -------------------- | ---------- | ------------- | ------------- | ------------- | ------------- |
| Lauma Grīva          | Weitsprung | 6,27 m        | 23            | ausgeschieden | ausgeschieden |
| Ineta Radēviča       | Weitsprung | 6,59 m        | 9             | 6,76 m SB     | Bronze        |
| Sinta Ozoliņa-Kovale | Speerwurf  | 58,15 m       | 18            | ausgeschieden | ausgeschieden |
| Madara Palameika     | Speerwurf  | 59,78 m       | 11            | 58,08 m       | 11            |

#### Siebenkampf
| Athletin      | Disziplin | 100 m Hürden | Hochsprung | Kugelstoßen | 200 m   | Weitsprung | Speerwurf | 800 m       | Punkte | Platz |
| ------------- | --------- | ------------ | ---------- | ----------- | ------- | ---------- | --------- | ----------- | ------ | ----- |
| Aiga Grabuste | Ergebnis  | 14,06 s      | 1,71 m     | 14,46 m SB  | 24,83 s | 6,45 m     | 45,82 m   | 2:14,82 min | 6229   | 11    |
| Aiga Grabuste | Punkte    | 970          | 867        | 825         | 902     | 991        | 779       | 895         | 6229   | 11    |